# 伊萬捷耶夫卡區
52°16′N 49°05′E / 52.267°N 49.083°E
伊萬捷耶夫卡區（俄语：Ивантеевский район），是俄羅斯的一個區，位於該國西南部，由薩拉托夫州負責管轄，面積2,000平方公里，2010年人口15,186，人口密度每平方公里7.59人。